# Stephen Hunt
Pour les articles homonymes, voir Stephen Hunt (football, 1956) et Hunt.
Stephen Hunt est un footballeur irlandais né le 1er août 1981 dans le comté de Laois.

## Biographie
Son frère est Noel Hunt.
Il est connu pour son choc accidentel face à Petr Čech, le 14 octobre 2006. Cech, inconscient, est évacué du terrain en urgence et, souffrant d'une fracture du crâne, doit rester hors des terrains durant plusieurs mois pour ne pas risquer un deuxième choc qui pourrait lui être fatal.
Malgré les critiques, les images de la télévision ne permettent cependant pas d'accréditer la thèse d'un mauvais geste volontaire de Stephen Hunt sur le gardien tchèque.

## Carrière
- 1998-2001 : Crystal Palace  Angleterre
- 2001-2005 : Brentford FC  Angleterre
- 2005-2009 : Reading  Angleterre
- 2009-2010 : Hull City  Angleterre
- 2010-2013 : Wolverhampton  Angleterre[2],[3],[4]
- nov. 2013-2015 : Ipswich Town  Angleterre
- jan. 2016-2016 : Coventry City  Angleterre

## Sélections
- 39 sélections et 1 but avec l'équipe de république d'Irlande depuis 2007.

## Palmarès
- Reading
  - Championship
    - Vainqueur : 2006